# Eleições legislativas de 2011 em Sintra

## Resultados Oficiais
| Partido                 | Partido                               | Votos   | %               | +/-   |
| ----------------------- | ------------------------------------- | ------- | --------------- | ----- |
|                         | Partido Social Democrata              | 55 614  | 31,83 / 100,00  | 10,20 |
|                         | Partido Socialista                    | 49 928  | 28,58 / 100,00  | 8,98  |
|                         | CDS – Partido Popular                 | 24 675  | 14,12 / 100,00  | 2,40  |
|                         | Coligação Democrática Unitária        | 16 344  | 9,35 / 100,00   | 0,12  |
|                         | Bloco de Esquerda                     | 10 971  | 6,28 / 100,00   | 6,20  |
|                         | Partido pelos Animais e pela Natureza | 2 716   | 1,55 / 100,00   | Novo  |
|                         | PCTP/MRPP                             | 2 175   | 1,24 / 100,00   | 0,33  |
|                         | Outros                                | 5 114   | 2,93 / 100,00   |       |
| Votos Inválidos         | Votos Inválidos                       | 7 184   | 4,11 / 100,00   | 0,68  |
| Total                   | Total                                 | 174 721 | 100,00 / 100,00 |       |
| Eleitorado/Participação | Eleitorado/Participação               | 293 329 | 59,56 / 100,00  | 0,16  |
| Fonte                   | Fonte                                 | [ 1 ]   | [ 1 ]           | [ 1 ] |

## Resultados por Freguesia
Os resultados seguintes referem-se aos partidos que obtiveram mais de 1,00% dos votos:
| Freguesia                         | %     | %     | %     | %     | %    | %    | %    | Votantes |
| Freguesia                         | PSD   | PS    | CDS   | CDU   | BE   | PAN  | PCTP | Votantes |
| --------------------------------- | ----- | ----- | ----- | ----- | ---- | ---- | ---- | -------- |
| Agualva                           | 30,23 | 31,37 | 13,21 | 9,29  | 6,31 | 1,60 | 1,15 | 17 167   |
| Algueirão - Mem Martins           | 31,93 | 26,86 | 15,09 | 9,10  | 7,08 | 1,64 | 1,28 | 28 331   |
| Almargem do Bispo                 | 32,87 | 30,75 | 11,90 | 8,14  | 5,11 | 1,46 | 1,63 | 4 654    |
| Belas                             | 31,91 | 27,00 | 15,58 | 10,30 | 5,75 | 1,20 | 1,16 | 11 392   |
| Cacém                             | 27,70 | 31,45 | 12,99 | 11,18 | 6,47 | 1,49 | 1,29 | 9 952    |
| Casal de Cambra                   | 30,37 | 30,56 | 13,14 | 9,42  | 5,53 | 1,44 | 1,91 | 5 351    |
| Colares                           | 38,18 | 23,96 | 17,16 | 5,80  | 4,51 | 1,69 | 0,82 | 4 015    |
| Massamá                           | 35,59 | 26,94 | 13,62 | 8,86  | 6,50 | 1,45 | 0,91 | 13 931   |
| Mira-Sintra                       | 26,44 | 34,19 | 10,12 | 14,44 | 5,60 | 1,28 | 1,82 | 3 124    |
| Monte Abraão                      | 31,24 | 29,77 | 13,62 | 9,74  | 6,77 | 1,51 | 0,98 | 9 886    |
| Montelavar                        | 32,73 | 30,34 | 9,38  | 12,03 | 5,54 | 0,75 | 1,85 | 2 004    |
| Pero Pinheiro                     | 37,60 | 27,19 | 11,48 | 9,10  | 5,04 | 1,35 | 1,31 | 2 221    |
| Queluz                            | 28,51 | 32,18 | 12,67 | 11,07 | 6,54 | 1,55 | 1,05 | 13 187   |
| Rio de Mouro                      | 29,87 | 28,60 | 14,86 | 9,94  | 6,62 | 1,61 | 1,49 | 20 839   |
| São João das Lampas               | 38,65 | 24,68 | 13,97 | 6,21  | 4,42 | 1,68 | 1,49 | 5 296    |
| São Marcos                        | 26,25 | 29,37 | 15,67 | 9,73  | 7,73 | 2,03 | 1,19 | 5 973    |
| Sintra - Santa Maria e São Miguel | 35,47 | 24,28 | 15,17 | 7,39  | 6,30 | 2,07 | 1,11 | 5 399    |
| Sintra - São Martinho             | 37,05 | 26,20 | 16,10 | 6,59  | 4,82 | 1,65 | 1,04 | 3 279    |
| Sintra - São Pedro de Penaferrim  | 35,94 | 25,05 | 17,03 | 7,09  | 5,43 | 1,50 | 1,20 | 6 260    |
| Terrugem                          | 38,86 | 29,23 | 10,53 | 7,28  | 4,92 | 1,34 | 1,14 | 2 460    |
| Sintra                            | 31,83 | 28,58 | 14,12 | 9,35  | 6,28 | 1,55 | 1,24 | 174 721  |

#### Agualva
| Partido                 | Partido                               | Votos  | %               | +/-  |
| ----------------------- | ------------------------------------- | ------ | --------------- | ---- |
|                         | Partido Socialista                    | 5 386  | 31,37 / 100,00  | 7,78 |
|                         | Partido Social Democrata              | 5 189  | 30,23 / 100,00  | 9,91 |
|                         | CDS – Partido Popular                 | 2 268  | 13,21 / 100,00  | 1,80 |
|                         | Coligação Democrática Unitária        | 1 594  | 9,29 / 100,00   | 0,01 |
|                         | Bloco de Esquerda                     | 1 083  | 6,31 / 100,00   | 6,51 |
|                         | Partido pelos Animais e pela Natureza | 275    | 1,60 / 100,00   | Novo |
|                         | PCTP/MRPP                             | 197    | 1,15 / 100,00   | 0,22 |
|                         | Outros                                | 483    | 2,81 / 100,00   |      |
| Votos Inválidos         | Votos Inválidos                       | 692    | 4,03 / 100,00   | 0,66 |
| Total                   | Total                                 | 17 167 | 100,00 / 100,00 |      |
| Eleitorado/Participação | Eleitorado/Participação               | 29 431 | 58,33 / 100,00  | 0,80 |

#### Algueirão - Mem Martins
| Partido                 | Partido                               | Votos  | %               | +/-   |
| ----------------------- | ------------------------------------- | ------ | --------------- | ----- |
|                         | Partido Social Democrata              | 9 046  | 31,93 / 100,00  | 10,08 |
|                         | Partido Socialista                    | 7 610  | 26,86 / 100,00  | 9,09  |
|                         | CDS – Partido Popular                 | 4 275  | 15,09 / 100,00  | 2,62  |
|                         | Coligação Democrática Unitária        | 2 577  | 9,10 / 100,00   | 0,24  |
|                         | Bloco de Esquerda                     | 2 005  | 7,08 / 100,00   | 5,94  |
|                         | Partido pelos Animais e pela Natureza | 465    | 1,64 / 100,00   | Novo  |
|                         | PCTP/MRPP                             | 364    | 1,28 / 100,00   | 0,32  |
|                         | Outros                                | 882    | 3,12 / 100,00   |       |
| Votos Inválidos         | Votos Inválidos                       | 1 107  | 3,90 / 100,00   | 0,71  |
| Total                   | Total                                 | 28 331 | 100,00 / 100,00 |       |
| Eleitorado/Participação | Eleitorado/Participação               | 49 928 | 56,74 / 100,00  | 0,63  |

#### Almargem do Bispo
| Partido                 | Partido                               | Votos | %               | +/-   |
| ----------------------- | ------------------------------------- | ----- | --------------- | ----- |
|                         | Partido Social Democrata              | 1 530 | 32,87 / 100,00  | 10,27 |
|                         | Partido Socialista                    | 1 431 | 30,75 / 100,00  | 9,80  |
|                         | CDS – Partido Popular                 | 554   | 11,90 / 100,00  | 1,34  |
|                         | Coligação Democrática Unitária        | 379   | 8,14 / 100,00   | 0,02  |
|                         | Bloco de Esquerda                     | 238   | 5,11 / 100,00   | 4,75  |
|                         | PCTP/MRPP                             | 76    | 1,63 / 100,00   | 0,84  |
|                         | Partido pelos Animais e pela Natureza | 68    | 1,46 / 100,00   | Novo  |
|                         | Outros                                | 180   | 3,86 / 100,00   |       |
| Votos Inválidos         | Votos Inválidos                       | 198   | 4,25 / 100,00   | 0,12  |
| Total                   | Total                                 | 4 654 | 100,00 / 100,00 |       |
| Eleitorado/Participação | Eleitorado/Participação               | 7 233 | 64,34 / 100,00  | 1,13  |

#### Belas
| Partido                 | Partido                               | Votos  | %               | +/-   |
| ----------------------- | ------------------------------------- | ------ | --------------- | ----- |
|                         | Partido Social Democrata              | 3 635  | 31,91 / 100,00  | 11,25 |
|                         | Partido Socialista                    | 3 076  | 27,00 / 100,00  | 10,30 |
|                         | CDS – Partido Popular                 | 1 775  | 15,58 / 100,00  | 2,91  |
|                         | Coligação Democrática Unitária        | 1 173  | 10,30 / 100,00  | 0,11  |
|                         | Bloco de Esquerda                     | 655    | 5,75 / 100,00   | 5,82  |
|                         | Partido pelos Animais e pela Natureza | 137    | 1,20 / 100,00   | Novo  |
|                         | PCTP/MRPP                             | 132    | 1,16 / 100,00   | 0,16  |
|                         | Outros                                | 333    | 2,91 / 100,00   |       |
| Votos Inválidos         | Votos Inválidos                       | 476    | 4,18 / 100,00   | 0,51  |
| Total                   | Total                                 | 11 392 | 100,00 / 100,00 |       |
| Eleitorado/Participação | Eleitorado/Participação               | 18 563 | 61,37 / 100,00  | 1,29  |

#### Cacém
| Partido                 | Partido                               | Votos  | %               | +/-  |
| ----------------------- | ------------------------------------- | ------ | --------------- | ---- |
|                         | Partido Socialista                    | 3 130  | 31,45 / 100,00  | 8,52 |
|                         | Partido Social Democrata              | 2 757  | 27,70 / 100,00  | 9,63 |
|                         | CDS – Partido Popular                 | 1 293  | 12,99 / 100,00  | 2,17 |
|                         | Coligação Democrática Unitária        | 1 113  | 11,18 / 100,00  | 0,38 |
|                         | Bloco de Esquerda                     | 644    | 6,47 / 100,00   | 6,50 |
|                         | Partido pelos Animais e pela Natureza | 148    | 1,49 / 100,00   | Novo |
|                         | PCTP/MRPP                             | 128    | 1,29 / 100,00   | 0,57 |
|                         | Outros                                | 324    | 3,24 / 100,00   |      |
| Votos Inválidos         | Votos Inválidos                       | 415    | 4,17 / 100,00   | 1,03 |
| Total                   | Total                                 | 9 952  | 100,00 / 100,00 |      |
| Eleitorado/Participação | Eleitorado/Participação               | 17 341 | 57,39 / 100,00  | 0,09 |

#### Casal de Cambra
| Partido                 | Partido                               | Votos | %               | +/-   |
| ----------------------- | ------------------------------------- | ----- | --------------- | ----- |
|                         | Partido Socialista                    | 1 635 | 30,56 / 100,00  | 7,37  |
|                         | Partido Social Democrata              | 1 625 | 30,37 / 100,00  | 11,51 |
|                         | CDS – Partido Popular                 | 703   | 13,14 / 100,00  | 0,17  |
|                         | Coligação Democrática Unitária        | 504   | 9,42 / 100,00   | 0,44  |
|                         | Bloco de Esquerda                     | 296   | 5,53 / 100,00   | 6,13  |
|                         | PCTP/MRPP                             | 102   | 1,91 / 100,00   | 0,83  |
|                         | Partido pelos Animais e pela Natureza | 77    | 1,44 / 100,00   | Novo  |
|                         | Outros                                | 192   | 3,59 / 100,00   |       |
| Votos Inválidos         | Votos Inválidos                       | 217   | 4,05 / 100,00   | 0,27  |
| Total                   | Total                                 | 5 351 | 100,00 / 100,00 |       |
| Eleitorado/Participação | Eleitorado/Participação               | 9 012 | 59,38 / 100,00  | 0,67  |

#### Colares
| Partido                 | Partido                               | Votos | %               | +/-   |
| ----------------------- | ------------------------------------- | ----- | --------------- | ----- |
|                         | Partido Social Democrata              | 1 533 | 38,18 / 100,00  | 9,91  |
|                         | Partido Socialista                    | 962   | 23,96 / 100,00  | 10,18 |
|                         | CDS – Partido Popular                 | 689   | 17,16 / 100,00  | 3,11  |
|                         | Coligação Democrática Unitária        | 233   | 5,80 / 100,00   | 0,16  |
|                         | Bloco de Esquerda                     | 181   | 4,51 / 100,00   | 6,23  |
|                         | Partido pelos Animais e pela Natureza | 68    | 1,69 / 100,00   | Novo  |
|                         | Outros                                | 142   | 3,51 / 100,00   |       |
| Votos Inválidos         | Votos Inválidos                       | 207   | 5,15 / 100,00   | 1,21  |
| Total                   | Total                                 | 4 015 | 100,00 / 100,00 |       |
| Eleitorado/Participação | Eleitorado/Participação               | 6 354 | 63,19 / 100,00  | 0,70  |

#### Massamá
| Partido                 | Partido                               | Votos  | %               | +/-   |
| ----------------------- | ------------------------------------- | ------ | --------------- | ----- |
|                         | Partido Social Democrata              | 4 958  | 35,59 / 100,00  | 12,31 |
|                         | Partido Socialista                    | 3 753  | 26,94 / 100,00  | 9,99  |
|                         | CDS – Partido Popular                 | 1 898  | 13,62 / 100,00  | 2,28  |
|                         | Coligação Democrática Unitária        | 1 234  | 8,86 / 100,00   | 0,06  |
|                         | Bloco de Esquerda                     | 905    | 6,50 / 100,00   | 6,53  |
|                         | Partido pelos Animais e pela Natureza | 202    | 1,45 / 100,00   | Novo  |
|                         | Outros                                | 398    | 2,87 / 100,00   |       |
| Votos Inválidos         | Votos Inválidos                       | 583    | 4,19 / 100,00   | 0,69  |
| Total                   | Total                                 | 13 931 | 100,00 / 100,00 |       |
| Eleitorado/Participação | Eleitorado/Participação               | 22 075 | 63,11 / 100,00  | 0,35  |

#### Mira-Sintra
| Partido                 | Partido                               | Votos | %               | +/-  |
| ----------------------- | ------------------------------------- | ----- | --------------- | ---- |
|                         | Partido Socialista                    | 1 068 | 34,19 / 100,00  | 5,63 |
|                         | Partido Social Democrata              | 826   | 26,44 / 100,00  | 7,61 |
|                         | Coligação Democrática Unitária        | 451   | 14,44 / 100,00  | 0,52 |
|                         | CDS – Partido Popular                 | 316   | 10,12 / 100,00  | 0,79 |
|                         | Bloco de Esquerda                     | 175   | 5,60 / 100,00   | 5,57 |
|                         | PCTP/MRPP                             | 57    | 1,82 / 100,00   | 0,80 |
|                         | Partido pelos Animais e pela Natureza | 40    | 1,28 / 100,00   | Novo |
|                         | Outros                                | 86    | 2,76 / 100,00   |      |
| Votos Inválidos         | Votos Inválidos                       | 105   | 3,36 / 100,00   | 0,08 |
| Total                   | Total                                 | 3 124 | 100,00 / 100,00 |      |
| Eleitorado/Participação | Eleitorado/Participação               | 5 233 | 59,70 / 100,00  | 2,56 |

#### Monte Abraão
| Partido                 | Partido                               | Votos  | %               | +/-  |
| ----------------------- | ------------------------------------- | ------ | --------------- | ---- |
|                         | Partido Social Democrata              | 3 088  | 31,24 / 100,00  | 8,75 |
|                         | Partido Socialista                    | 2 943  | 29,77 / 100,00  | 8,35 |
|                         | CDS – Partido Popular                 | 1 346  | 13,62 / 100,00  | 2,57 |
|                         | Coligação Democrática Unitária        | 963    | 9,74 / 100,00   | 0,16 |
|                         | Bloco de Esquerda                     | 669    | 6,77 / 100,00   | 6,09 |
|                         | Partido pelos Animais e pela Natureza | 149    | 1,51 / 100,00   | Novo |
|                         | Outros                                | 354    | 3,57 / 100,00   |      |
| Votos Inválidos         | Votos Inválidos                       | 374    | 3,79 / 100,00   | 0,86 |
| Total                   | Total                                 | 9 886  | 100,00 / 100,00 |      |
| Eleitorado/Participação | Eleitorado/Participação               | 16 972 | 58,25 / 100,00  | 0,18 |

#### Montelavar
| Partido                 | Partido                        | Votos | %               | +/-   |
| ----------------------- | ------------------------------ | ----- | --------------- | ----- |
|                         | Partido Social Democrata       | 656   | 32,73 / 100,00  | 12,00 |
|                         | Partido Socialista             | 608   | 30,34 / 100,00  | 12,77 |
|                         | Coligação Democrática Unitária | 241   | 12,03 / 100,00  | 0,17  |
|                         | CDS – Partido Popular          | 188   | 9,38 / 100,00   | 1,79  |
|                         | Bloco de Esquerda              | 111   | 5,54 / 100,00   | 3,49  |
|                         | PCTP/MRPP                      | 37    | 1,85 / 100,00   | 0,91  |
|                         | Outros                         | 72    | 3,60 / 100,00   |       |
| Votos Inválidos         | Votos Inválidos                | 91    | 4,54 / 100,00   | 0,72  |
| Total                   | Total                          | 2 004 | 100,00 / 100,00 |       |
| Eleitorado/Participação | Eleitorado/Participação        | 3 236 | 61,93 / 100,00  | 0,33  |

#### Pero Pinheiro
| Partido                 | Partido                               | Votos | %               | +/-  |
| ----------------------- | ------------------------------------- | ----- | --------------- | ---- |
|                         | Partido Social Democrata              | 835   | 37,60 / 100,00  | 7,72 |
|                         | Partido Socialista                    | 604   | 27,19 / 100,00  | 9,38 |
|                         | CDS – Partido Popular                 | 255   | 11,48 / 100,00  | 0,97 |
|                         | Coligação Democrática Unitária        | 202   | 9,10 / 100,00   | 0,19 |
|                         | Bloco de Esquerda                     | 112   | 5,04 / 100,00   | 2,98 |
|                         | Partido pelos Animais e pela Natureza | 30    | 1,35 / 100,00   | Novo |
|                         | PCTP/MRPP                             | 29    | 1,31 / 100,00   | 0,42 |
|                         | Outros                                | 64    | 2,91 / 100,00   |      |
| Votos Inválidos         | Votos Inválidos                       | 90    | 4,06 / 100,00   | 1,35 |
| Total                   | Total                                 | 2 221 | 100,00 / 100,00 |      |
| Eleitorado/Participação | Eleitorado/Participação               | 3 678 | 60,39 / 100,00  | 1,26 |

#### Queluz
| Partido                 | Partido                               | Votos  | %               | +/-  |
| ----------------------- | ------------------------------------- | ------ | --------------- | ---- |
|                         | Partido Socialista                    | 4 244  | 32,18 / 100,00  | 7,32 |
|                         | Partido Social Democrata              | 3 760  | 28,51 / 100,00  | 9,03 |
|                         | CDS – Partido Popular                 | 1 671  | 12,67 / 100,00  | 2,33 |
|                         | Coligação Democrática Unitária        | 1 460  | 11,07 / 100,00  | 0,01 |
|                         | Bloco de Esquerda                     | 863    | 6,54 / 100,00   | 6,43 |
|                         | Partido pelos Animais e pela Natureza | 204    | 1,55 / 100,00   | Novo |
|                         | PCTP/MRPP                             | 138    | 1,05 / 100,00   | 0,10 |
|                         | Outros                                | 353    | 2,68 / 100,00   |      |
| Votos Inválidos         | Votos Inválidos                       | 494    | 3,74 / 100,00   | 0,64 |
| Total                   | Total                                 | 13 187 | 100,00 / 100,00 |      |
| Eleitorado/Participação | Eleitorado/Participação               | 22 943 | 57,48 / 100,00  | 0,22 |

#### Rio do Mouro
| Partido                 | Partido                               | Votos  | %               | +/-  |
| ----------------------- | ------------------------------------- | ------ | --------------- | ---- |
|                         | Partido Social Democrata              | 6 225  | 29,87 / 100,00  | 9,62 |
|                         | Partido Socialista                    | 5 960  | 28,60 / 100,00  | 8,17 |
|                         | CDS – Partido Popular                 | 3 096  | 14,86 / 100,00  | 2,85 |
|                         | Coligação Democrática Unitária        | 2 072  | 9,94 / 100,00   | 0,19 |
|                         | Bloco de Esquerda                     | 1 379  | 6,62 / 100,00   | 6,93 |
|                         | Partido pelos Animais e pela Natureza | 335    | 1,61 / 100,00   | Novo |
|                         | PCTP/MRPP                             | 311    | 1,49 / 100,00   | 0,34 |
|                         | Outros                                | 595    | 2,85 / 100,00   |      |
| Votos Inválidos         | Votos Inválidos                       | 866    | 4,16 / 100,00   | 0,74 |
| Total                   | Total                                 | 20 839 | 100,00 / 100,00 |      |
| Eleitorado/Participação | Eleitorado/Participação               | 35 663 | 58,43 / 100,00  | 0,33 |

#### São João das Lampas
| Partido                 | Partido                               | Votos | %               | +/-   |
| ----------------------- | ------------------------------------- | ----- | --------------- | ----- |
|                         | Partido Social Democrata              | 2 047 | 38,65 / 100,00  | 11,62 |
|                         | Partido Socialista                    | 1 307 | 24,68 / 100,00  | 11,57 |
|                         | CDS – Partido Popular                 | 740   | 13,97 / 100,00  | 2,25  |
|                         | Coligação Democrática Unitária        | 329   | 6,21 / 100,00   | 0,12  |
|                         | Bloco de Esquerda                     | 234   | 4,42 / 100,00   | 5,89  |
|                         | Partido pelos Animais e pela Natureza | 89    | 1,68 / 100,00   | Novo  |
|                         | PCTP/MRPP                             | 79    | 1,49 / 100,00   | 0,68  |
|                         | Outros                                | 172   | 3,27 / 100,00   |       |
| Votos Inválidos         | Votos Inválidos                       | 299   | 5,64 / 100,00   | 1,21  |
| Total                   | Total                                 | 5 296 | 100,00 / 100,00 |       |
| Eleitorado/Participação | Eleitorado/Participação               | 8 319 | 63,66 / 100,00  | 1,13  |

#### São Marcos
| Partido                 | Partido                               | Votos  | %               | +/-  |
| ----------------------- | ------------------------------------- | ------ | --------------- | ---- |
|                         | Partido Socialista                    | 1 754  | 29,37 / 100,00  | 9,06 |
|                         | Partido Social Democrata              | 1 568  | 26,25 / 100,00  | 9,15 |
|                         | CDS – Partido Popular                 | 936    | 15,67 / 100,00  | 3,71 |
|                         | Coligação Democrática Unitária        | 581    | 9,73 / 100,00   | 0,83 |
|                         | Bloco de Esquerda                     | 462    | 7,73 / 100,00   | 7,96 |
|                         | Partido pelos Animais e pela Natureza | 121    | 2,03 / 100,00   | Novo |
|                         | PCTP/MRPP                             | 71     | 1,19 / 100,00   | 0,17 |
|                         | Outros                                | 211    | 3,53 / 100,00   |      |
| Votos Inválidos         | Votos Inválidos                       | 269    | 4,50 / 100,00   | 0,69 |
| Total                   | Total                                 | 5 973  | 100,00 / 100,00 |      |
| Eleitorado/Participação | Eleitorado/Participação               | 10 649 | 56,09 / 100,00  | 1,18 |

#### Sintra - Santa Maria e São Miguel
| Partido                 | Partido                               | Votos | %               | +/-   |
| ----------------------- | ------------------------------------- | ----- | --------------- | ----- |
|                         | Partido Social Democrata              | 1 915 | 35,47 / 100,00  | 8,79  |
|                         | Partido Socialista                    | 1 311 | 24,28 / 100,00  | 10,18 |
|                         | CDS – Partido Popular                 | 819   | 15,17 / 100,00  | 3,88  |
|                         | Coligação Democrática Unitária        | 399   | 7,39 / 100,00   | 0,07  |
|                         | Bloco de Esquerda                     | 340   | 6,30 / 100,00   | 6,13  |
|                         | Partido pelos Animais e pela Natureza | 112   | 2,07 / 100,00   | Novo  |
|                         | PCTP/MRPP                             | 60    | 1,11 / 100,00   | 0,08  |
|                         | Outros                                | 172   | 3,18 / 100,00   |       |
| Votos Inválidos         | Votos Inválidos                       | 271   | 5,02 / 100,00   | 1,09  |
| Total                   | Total                                 | 5 399 | 100,00 / 100,00 |       |
| Eleitorado/Participação | Eleitorado/Participação               | 8 117 | 66,51 / 100,00  | 0,20  |

#### Sintra - São Martinho
| Partido                 | Partido                               | Votos | %               | +/-   |
| ----------------------- | ------------------------------------- | ----- | --------------- | ----- |
|                         | Partido Social Democrata              | 1 215 | 37,05 / 100,00  | 12,11 |
|                         | Partido Socialista                    | 859   | 26,20 / 100,00  | 10,05 |
|                         | CDS – Partido Popular                 | 528   | 16,10 / 100,00  | 1,75  |
|                         | Coligação Democrática Unitária        | 216   | 6,59 / 100,00   | 0,44  |
|                         | Bloco de Esquerda                     | 158   | 4,82 / 100,00   | 5,42  |
|                         | Partido pelos Animais e pela Natureza | 54    | 1,65 / 100,00   | Novo  |
|                         | PCTP/MRPP                             | 34    | 1,04 / 100,00   | 0,04  |
|                         | Outros                                | 107   | 3,26 / 100,00   |       |
| Votos Inválidos         | Votos Inválidos                       | 108   | 3,30 / 100,00   | 0,81  |
| Total                   | Total                                 | 3 279 | 100,00 / 100,00 |       |
| Eleitorado/Participação | Eleitorado/Participação               | 5 153 | 63,63 / 100,00  | 0,31  |

#### Sintra - São Pedro de Penaferrim
| Partido                 | Partido                               | Votos | %               | +/-   |
| ----------------------- | ------------------------------------- | ----- | --------------- | ----- |
|                         | Partido Social Democrata              | 2 250 | 35,94 / 100,00  | 11,55 |
|                         | Partido Socialista                    | 1 568 | 25,05 / 100,00  | 10,60 |
|                         | CDS – Partido Popular                 | 1 066 | 17,03 / 100,00  | 3,16  |
|                         | Coligação Democrática Unitária        | 444   | 7,09 / 100,00   | 1,19  |
|                         | Bloco de Esquerda                     | 340   | 5,43 / 100,00   | 5,78  |
|                         | Partido pelos Animais e pela Natureza | 94    | 1,50 / 100,00   | Novo  |
|                         | PCTP/MRPP                             | 75    | 1,20 / 100,00   | 0,25  |
|                         | Outros                                | 198   | 3,17 / 100,00   |       |
| Votos Inválidos         | Votos Inválidos                       | 225   | 3,60 / 100,00   | 0,48  |
| Total                   | Total                                 | 6 260 | 100,00 / 100,00 |       |
| Eleitorado/Participação | Eleitorado/Participação               | 9 557 | 65,50 / 100,00  | 1,50  |

#### Terrugem
| Partido                 | Partido                               | Votos | %               | +/-   |
| ----------------------- | ------------------------------------- | ----- | --------------- | ----- |
|                         | Partido Social Democrata              | 956   | 38,86 / 100,00  | 12,90 |
|                         | Partido Socialista                    | 719   | 29,23 / 100,00  | 9,34  |
|                         | CDS – Partido Popular                 | 259   | 10,53 / 100,00  | 0,44  |
|                         | Coligação Democrática Unitária        | 179   | 7,28 / 100,00   | 0,16  |
|                         | Bloco de Esquerda                     | 121   | 4,92 / 100,00   | 6,47  |
|                         | Partido pelos Animais e pela Natureza | 33    | 1,34 / 100,00   | Novo  |
|                         | PCTP/MRPP                             | 28    | 1,14 / 100,00   | 0,39  |
|                         | Outros                                | 68    | 2,76 / 100,00   |       |
| Votos Inválidos         | Votos Inválidos                       | 97    | 3,94 / 100,00   | 0,38  |
| Total                   | Total                                 | 2 460 | 100,00 / 100,00 |       |
| Eleitorado/Participação | Eleitorado/Participação               | 3 872 | 63,53 / 100,00  | 0,46  |